# Masters de tennis masculin 2007
La Masters Cup 2007 est la 38e édition du Masters de tennis masculin, qui réunit les huit meilleurs joueurs disponibles en fin de saison ATP en simple. Les huit meilleures équipes de double sont également réunies pour la 33e fois.

## Faits marquants
Roger Federer est sorti vainqueur du tournoi en simple pour la quatrième fois de sa carrière, tandis que Mark Knowles et Daniel Nestor ont remporté le titre en double.

## Simple

### Participants
| Rang mondial | Rang Masters | Joueur            |
| ------------ | ------------ | ----------------- |
| 1            | 1            | Roger Federer     |
| 2            | 2            | Rafael Nadal      |
| 3            | 3            | Novak Djokovic    |
| 4            | 4            | Nikolay Davydenko |
| 5            | 5            | Andy Roddick      |
| 6            | 6            | David Ferrer      |
| 7            | 7            | Fernando González |
| 8            | 8            | Richard Gasquet   |

### Phase de groupes

#### Groupe rouge
Résultats
| Joueur 1          | Joueur 2          | Score          |
| Andy Roddick      | Nikolay Davydenko | 6-3, 4-6, 6-2  |
| Fernando González | Roger Federer     | 3-6, 7-61, 7-5 |
| Roger Federer     | Nikolay Davydenko | 6-4, 6-3       |
| Andy Roddick      | Fernando González | 6-1, 6-4       |
| Nikolay Davydenko | Fernando González | 6-4, 6-3       |
| Roger Federer     | Andy Roddick      | 6-4, 6-2       |

Classement
| #  | Rang | Joueur            | Matchs G - P | Sets G - P | Jeux G - P |
| -- | ---- | ----------------- | ------------ | ---------- | ---------- |
| 1. | 1    | Roger Federer     | 2 - 1        | 5 - 2      | 41 - 30    |
| 2. | 5    | Andy Roddick      | 2 - 1        | 4 - 3      | 34 - 28    |
| 3. | 4    | Nikolay Davydenko | 1 - 2        | 3 - 4      | 30 - 35    |
| 4. | 7    | Fernando González | 1 - 2        | 2 - 5      | 29 - 41    |

#### Groupe or
Résultats
| Joueur 1        | Joueur 2        | Score         |
| Rafael Nadal    | Richard Gasquet | 3-6, 6-3, 6-4 |
| David Ferrer    | Novak Djokovic  | 6-4, 6-4      |
| Richard Gasquet | Novak Djokovic  | 6-4, 6-2      |
| David Ferrer    | Rafael Nadal    | 4-6, 6-4, 6-3 |
| Rafael Nadal    | Novak Djokovic  | 6-4, 6-4      |
| David Ferrer    | Richard Gasquet | 6-1, 6-1      |

Classement
| #  | Rang | Joueur          | Matchs G - P | Sets G - P | Jeux G - P |
| -- | ---- | --------------- | ------------ | ---------- | ---------- |
| 1. | 6    | David Ferrer    | 3 - 0        | 6 - 1      | 40 - 23    |
| 2. | 2    | Rafael Nadal    | 2 - 1        | 5 - 3      | 40 - 37    |
| 3. | 8    | Richard Gasquet | 1 - 2        | 3 - 4      | 27 - 33    |
| 4. | 3    | Novak Djokovic  | 0 - 3        | 0 - 6      | 22 - 36    |

### Phase finale
|  |               |            |              |            |               |     |   |        |        |        |        |        |        |        |
|  | 1/2 finale    | 1/2 finale | 1/2 finale   | 1/2 finale | 1/2 finale    |     |   | Finale | Finale | Finale | Finale | Finale | Finale | Finale |
|  |               |            |              |            |               |     |   |        |        |        |        |        |        |        |
|  |               |            |              |            |               |     |   |        |        |        |        |        |        |        |
|  | Roger Federer | (1)        | 6            | 6          |               |     |   |        |        |        |        |        |        |        |
|  | Roger Federer | (1)        | 6            | 6          |               |     |   |        |        |        |        |        |        |        |
|  | Rafael Nadal  | (2)        | 4            | 1          |               |     |   |        |        |        |        |        |        |        |
|  | Rafael Nadal  | (2)        | 4            | 1          | Roger Federer | (1) | 6 | 6      | 6      |        |        |        |        |        |
|  |               |            |              |            |               | (1) | 6 | 6      | 6      |        |        |        |        |        |
|  |               |            | David Ferrer | (6)        | 2             | 3   | 2 |        |        |        |        |        |        |        |
|  | David Ferrer  | (6)        | David Ferrer | (6)        | 2             | 3   | 2 | 6      | 6      |        |        |        |        |        |
|  | David Ferrer  | (6)        |              |            |               |     |   | 6      | 6      |        |        |        |        |        |
|  | Andy Roddick  | (5)        | 1            | 3          |               |     |   |        |        |        |        |        |        |        |
|  | Andy Roddick  | (5)        | 1            | 3          |               |     |   |        |        |        |        |        |        |        |

## Double

### Participants
| #  | Rang | Joueur                                                   | Pays               |
| -- | ---- | -------------------------------------------------------- | ------------------ |
| 1. | 2    | Mark Knowles Daniel Nestor                               | Bahamas Canada     |
| 2. | 3    | Paul Hanley Kevin Ullyett                                | Australie Zimbabwe |
| 3. | 4    | Simon Aspelin Julian Knowle                              | Suède Autriche     |
| 4. | 5    | Martin Damm Leander Paes                                 | Tchéquie Inde      |
| 5. | 6    | Lukáš Dlouhý Pavel Vízner                                | Tchéquie           |
| 6. | 7    | Jonas Björkman Max Mirnyi                                | Suède Biélorussie  |
| 7. | 8    | Arnaud Clément Michaël Llodra                            | France             |
| 8  | 9    | Jonathan Erlich Andy Ram remplacent Bob Bryan/Mike Bryan | Israël             |

### Phase de groupes

#### Groupe rouge
Résultats
| Gagnants                    | Perdants                      | Score            |
| Mark Knowles Daniel Nestor  | Arnaud Clément Michaël Llodra | 2-6, 7-5, [10-5] |
| Simon Aspelin Julian Knowle | Lukáš Dlouhý Pavel Vízner     | 7-64, 6-2        |
| Lukáš Dlouhý Pavel Vízner   | Arnaud Clément Michaël Llodra | 3-6, 6-3, [10-5] |
| Mark Knowles Daniel Nestor  | Simon Aspelin Julian Knowle   | 6-3, 7-5         |
| Lukáš Dlouhý Pavel Vízner   | Mark Knowles Daniel Nestor    | 6-3, 4-6, [11-9] |
| Simon Aspelin Julian Knowle | Arnaud Clément Michaël Llodra | 7-63, 7-65       |

Classement
| # | Rang | Joueur                        | Matchs G - P | Sets G - P | Jeux G - P |
| - | ---- | ----------------------------- | ------------ | ---------- | ---------- |
| 1 | 3    | Simon Aspelin Julian Knowle   | 2 - 1        | 4 - 2      | 35-33      |
| 2 | 1    | Mark Knowles Daniel Nestor    | 2 - 1        | 5 - 3      | 32-30      |
| 3 | 5    | Lukáš Dlouhý Pavel Vízner     | 2 - 1        | 4 - 4      | 29-31      |
| 4 | 7    | Arnaud Clément Michaël Llodra | 0 - 3        | 2 - 6      | 32-34      |

#### Groupe or
Résultats
| Vainqueurs                | Perdants                  | Score              |
| Martin Damm Leander Paes  | Jonas Björkman Max Mirnyi | 6-4, 6-1           |
| Jonathan Erlich Andy Ram  | Paul Hanley Kevin Ullyett | 7-61, 3-6, [14-12] |
| Paul Hanley Kevin Ullyett | Jonas Björkman Max Mirnyi | 7-63, 6-4          |
| Martin Damm Leander Paes  | Jonathan Erlich Andy Ram  | 6-4, 7-5           |
| Jonas Björkman Max Mirnyi | Jonathan Erlich Andy Ram  | 6-4, 3-6, [10-7]   |
| Paul Hanley Kevin Ullyett | Martin Damm Leander Paes  | 6-3, 6-4           |

Classement
| #  | Rang | Joueur                    | Matchs G - P | Sets G - P | Jeux G - P |
| -- | ---- | ------------------------- | ------------ | ---------- | ---------- |
| 1. | 2    | Paul Hanley Kevin Ullyett | 2 - 1        | 5 - 2      | 37-28      |
| 2. | 4    | Martin Damm Leander Paes  | 2 - 1        | 4 - 2      | 32-36      |
| 3. | 8    | Jonathan Erlich Andy Ram  | 1 - 2        | 3 - 5      | 30-35      |
| 4. | 6    | Jonas Björkman Max Mirnyi | 1 - 2        | 2 - 5      | 25-35      |

### Phase finale
|  |                             |                            |                             |            |            |   |   |        |        |        |        |        |
|  | 1/2 finale                  | 1/2 finale                 | 1/2 finale                  | 1/2 finale | 1/2 finale |   |   | Finale | Finale | Finale | Finale | Finale |
|  |                             |                            |                             |            |            |   |   |        |        |        |        |        |
|  |                             |                            |                             |            |            |   |   |        |        |        |        |        |
|  | Mark Knowles Daniel Nestor  |                            | 6                           | 68         | 10         |   |   |        |        |        |        |        |
|  | Mark Knowles Daniel Nestor  |                            |                             |            |            |   |   |        |        |        |        |        |
|  | Paul Hanley Kevin Ullyett   |                            | 3                           | 7          | 5          |   |   |        |        |        |        |        |
|  | Paul Hanley Kevin Ullyett   | Mark Knowles Daniel Nestor | 3                           | 7          | 5          |   | 6 | 6      |        |        |        |        |
|  |                             |                            |                             |            |            |   | 6 | 6      |        |        |        |        |
|  |                             |                            | Simon Aspelin Julian Knowle |            | 2          | 3 |   |        |        |        |        |        |
|  | Simon Aspelin Julian Knowle |                            | Simon Aspelin Julian Knowle | 6          | 2          | 3 | 6 |        |        |        |        |        |
|  | Simon Aspelin Julian Knowle |                            |                             | 6          |            |   | 6 |        |        |        |        |        |
|  | Martin Damm Leander Paes    |                            | 4                           | 4          |            |   |   |        |        |        |        |        |
|  | Martin Damm Leander Paes    |                            | 4                           | 4          |            |   |   |        |        |        |        |        |